# 帕姆河 (佛羅里達州)
帕姆河（英語：Palm River）是位於美國佛羅里達州希爾斯波羅縣的一個非建制地區。

## 地理
帕姆河的座標為27°56′31″N 82°23′49″W / 27.94194°N 82.39694°W，而該地的平均海拔高度為3米（即10英尺）。